# マヘーンドラナート・グプター

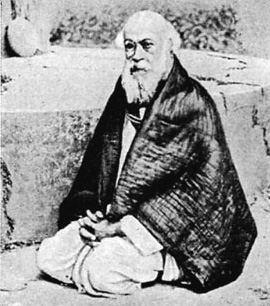
マヘーンドラナート・グプター

マヘーンドラナート・グプター（महेंद्रनाथ गुप्ता, Mahendranath Gupta,（日本における慣例表記はマヘンドラナート・グプタ）1854年 - 1932年）は、ラーマクリシュナの主要な弟子の1人。 M と呼ばれるのを好んだ。
マヘーンドラナートは、ラーマクリシュナの晩年5年間の言行録を、1897年から約35年間かけ "Sri Ramakrishna Kathamrita" （ベンガル語）というタイトルで5冊に分けて発表した。1942年には、スワーミー・ニキラーナンダにより1冊の本として英訳されたものが "The Gospel of Ramakrishna" （邦題『ラーマクリシュナの福音』）というタイトルで出版された。マヘーンドラナート自身は M という名で登場している。
1882年に彼が初めてラーマクリシュナに会ったとき、彼はイーシュワラ・チャンドラ・ヴィディヤサーガル高等学校の校長であった。彼はラーマクリシュナが死去する1886年まで、ダクシネーシュワル・カーリー寺院に住む師を訪れ続け、2、3日宿泊することもあった。そして訪問後家に戻るたびに、自己の日記帳に師の教えと会話を書き留めた。 "Sri Ramakrishna Kathamrita" は、この日記帳を元に執筆されたものである。
パラマハンサ・ヨガナンダ著『あるヨギの自叙伝』の "The Blissful Devotee and his Cosmic Romance" という章は、マヘーンドラナート・グプターに捧げられたものである。